# Acacia obtusata
Acacia obtusata är en ärtväxtart som beskrevs av Dc. Acacia obtusata ingår i släktet akacior, och familjen ärtväxter. Inga underarter finns listade i Catalogue of Life.